# Gudkov Gu-1
Le Gudkov Gu-1 (en russe : Гудков Гу-1) était un prototype de chasseur monoplace conçu par le bureau d'études (OKB) 301 de Mikhaïl Ivanovitch Goudkov lors de la Seconde Guerre mondiale. Il est aussi parfois désigné Gu-37, avec l'initiale de son concepteur et le numéro de son moteur.